# Bellis sylvestris
Bellis sylvestris ist eine Pflanzenart aus der Gattung der Gänseblümchen (Bellis) und der Familie der Korbblütler (Asteraceae).

## Merkmale
Bellis sylvestris ist ein ausdauernder Rosetten-Hemikryptophyt, der Wuchshöhen von 15 bis 30 Zentimeter erreicht. Die Blätter sind bis zu 25 Millimeter breit. Sie sind dunkelgrün und am Grund lang keilförmig. Die Köpfchen haben einen Durchmesser von (25) 30 bis 40 Millimeter. Die Hüllblätter sind (5) 7 bis 12 Millimeter groß, schmal länglich und mehr oder weniger spitz. Die Zungenblüten sind oftmals an beiden Seiten rot überlaufen.
Die Blütezeit reicht von September bis Juni.
Die Chromosomenzahl beträgt 2n = 36 oder 54.

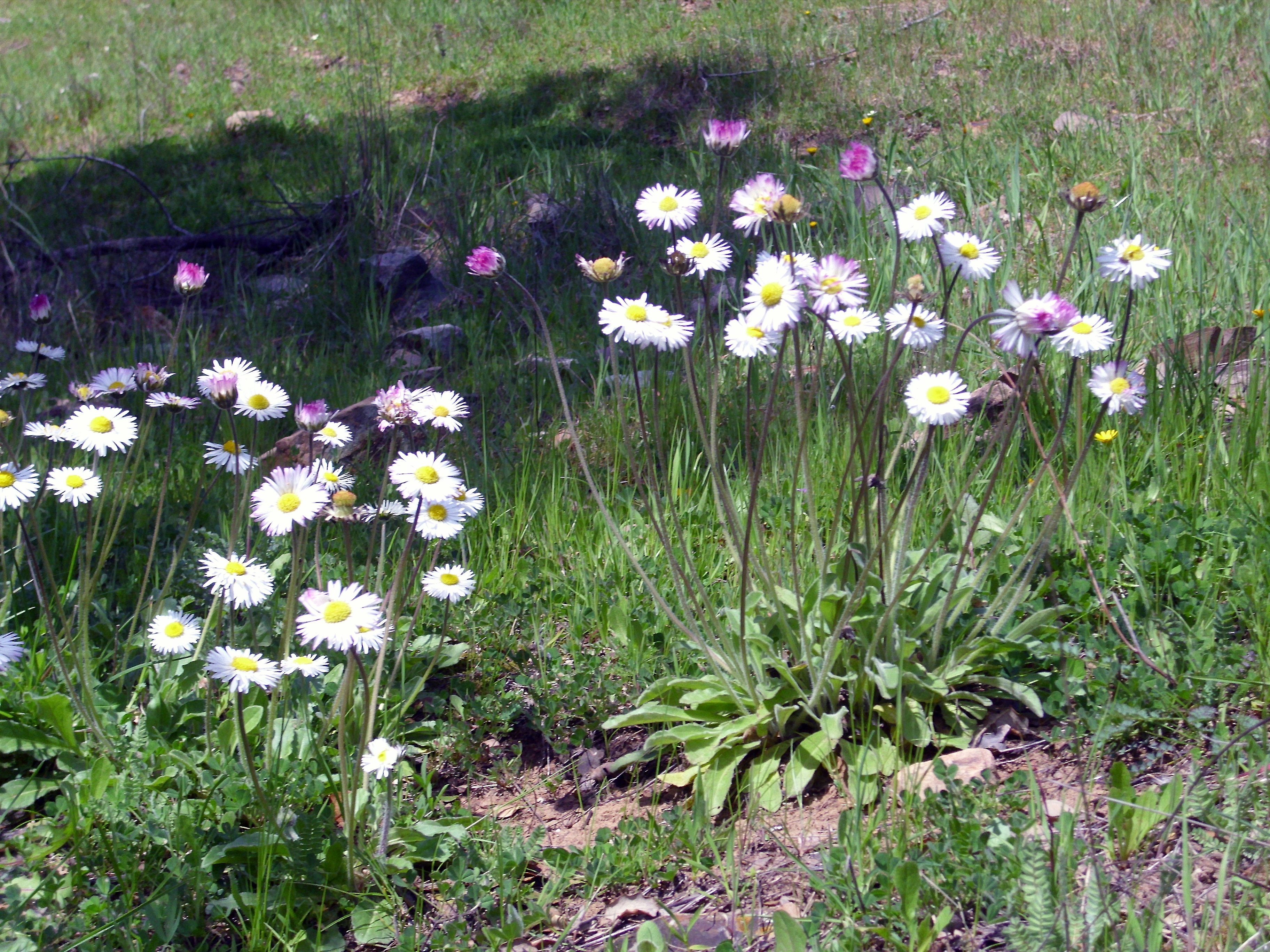
Bellis sylvestris

## Vorkommen
Bellis sylvestris kommt im Mittelmeerraum an feuchten, schattigen Standorten in Wäldern, Gebüschen und Phrygana in Höhenlagen von 0 bis 1100 (1500) Meter vor. Sein ursprüngliches Verbreitungsgebiet umfasst Marokko, Algerien, Tunesien, Libyen, Portugal, Spanien mit den Balearen, Gibraltar und Andorra, Frankreich mit Monaco und Korsika, Italien, Sardinien, Sizilien, Malta, Slowenien, Kroatien, die Balkanhalbinsel, Bulgarien, Ukraine und Krim, die Türkei, Syrien, Libanon, Jordanien und Israel, Zypern und die Ägäis.